# Deutschnationale Volkspartei der Freien Stadt Danzig
Die Deutschnationale Volkspartei der Freien Stadt Danzig (DNVP) war eine nationalkonservative Partei und Schwesterpartei der reichsdeutschen Deutschnationalen Volkspartei, die in der Freien Stadt Danzig aktiv war.

## Geschichte

### Die demokratische Zeit
Nach dem Ersten Weltkrieg bildet sich auch in der Provinz Westpreußen die DNVP. Treibende Kraft und späterer Parteivorsitzender war Heinrich Schwegmann. Durch den Versailler Vertrag wurde Danzig und das Danziger Umland gegen den Willen der Bevölkerung von Deutschland getrennt. Als provisorische Regierung wurde ein Staatsrat eingesetzt, in dem die DNVP mit dem Werftbesitzer Willi Klawitter vertreten war.
Die Wahl zur verfassungsgebenden Versammlung in Danzig 1920 am 16. Mai wurde zu einem großen Erfolg der DNVP. Hatte sie bei der Wahl zur verfassunggebenden Deutschen Nationalversammlung in Danzig am 19. Januar 1919 im Landkreis und Stadtkreis Danzig noch 15,33 % der Stimmen erhalten, waren es nun 28,33 %. Mit 34 von 120 Sitzen war die DNVP stärkste Fraktion geworden. Gemeinsam mit dem Zentrum und den Liberalen bestand eine bürgerliche Mehrheit. Mit dieser Mehrheit wurde die Verfassung der Freien Stadt Danzig verabschiedet und der Senat Sahm I gewählt. In diesem Senat war die DNVP mit dem Justizsenator Albert Frank als hauptamtlichem Senator und sechs ehrenamtlichen Senatoren vertreten. Darunter war auch Ernst Ziehm als Stellvertreter des Präsidenten des Senats.
Den Wahlkampf zur Volkstagswahl in Danzig 1923 bestritt die DNVP mit heftiger Kritik am liberalen Handelssenator Julius Jewelowski. Diesem wurden (mit deutlichen antisemitischen Tönen – Jewelowski war Jude) eine zu große Nachgiebigkeit gegenüber Polen vorgeworfen. Die DNVP war die Gewinnerin der Wahl. Mit 27,50 % und 33 Sitzen hatte man das gute Ergebnis der letzten Wahl fast gehalten und war weiterhin stärkste Fraktion. Julius Jewelowski musste aus dem Senat der Freien Stadt Danzig ausscheiden.
Die Ablehnung des Staatshaushalts 1925 durch den Vizepräsidenten Ernst Ziehm führte zu einer Regierungskrise. Als neuer Senat Sahm II wurde am 19. August 1925 ein Minderheitssenat aus SPD, Zentrum und der Deutsch-Liberalen Partei (diese hatte sich 1925 aus der Freien Vereinigung der Beamten, Angestellten und Arbeiter und der Deutschen Partei für Fortschritt und Wirtschaft (seit 1920 der Name der Freien Wirtschaftlichen Vereinigung)) gebildet. Diese Regierung wurde von den Polen und dem fraktionslos gewordenen Abgeordneten Wilhelm Rahn toleriert. Die DNVP fand sich in der Opposition wieder. Nach einer Regierungskrise trat dieser Senat am 28. September 1926 zurück und am 25. Oktober 1926 wurden die ehrenamtlichen Senatoren neu gewählt. Erneut hatte sich eine bürgerliche Koalition unter Einschluss der DNVP gebildet.
Die Volkstagswahl in Danzig 1927 führte zu einer Niederlage der DNVP. Nur noch 20,83 % der Danziger hatten ihre Stimme der DNVP gegeben. 20 Sitze im Volkstag waren verblieben, die Sozialdemokratische Partei der Freien Stadt Danzig war stärkste Partei geworden. Auch im Senat Sahm III war die DNVP nicht mehr vertreten.
Die Verfassungsänderung von 1930 war ein Erfolg der DNVP, die ihre Vorschläge umgesetzt hatte. Aus Kostengründen wurden Senat und Volkstag verkleinert und die Wahlperiode vorzeitig beendet. Die Volkstagswahl in Danzig 1930 brachte jedoch nicht die erwünschte bürgerliche Mehrheit. Die DNVP hatte mit 13,89 % und zehn Mandaten erneut Stimmen eingebüßt. Zünglein an der Waage war die NSDAP geworden. Diese erklärte sich bereit, eine Minderheitsregierung der bürgerlichen Parteien unter Ernst Ziehm zu tolerieren. Bereits 1933 endete jedoch die Tolerierung des Senates Ziehm und es kam zu Neuwahlen, bei denen die NSDAP die absolute Mehrheit der Stimmen erhielt. Mit 5,56 % der Stimmen und vier Mandaten war die DNVP der große Verlierer der Wahl. Einer der Gründe war, dass die Danziger Neusten Nachrichten, die bisher der DNVP nahegestanden hatten, nun im Sinne der Nationalsozialisten berichteten.

### Gleichschaltung und Verbot
Zur Volkstagswahl in Danzig 1935 wollte die DNVP als „Nationale Front“ antreten. Nachdem dies von den nationalsozialistischen Machthabern verboten wurde, traten sie als „Liste Weise“ (nach dem Spitzenkandidaten der DNVP, Gerhard Weise) an. Die Wahlen waren massiv gefälscht. Dass die Liste Weise 4,17 % und drei Mandate erhielt, ist daher nicht repräsentativ für die Stimmung in der Bevölkerung. Am 12. Juni 1936 stürmten über 100 Nationalsozialisten eine Versammlung der Deutschnationalen im St.-Josephs-Haus und schlugen auf die DNVP-Sympathisanten ein. Über 50 Personen mussten in Krankenhäuser gebracht werden. Der SS-Mann Günther Deskowski, der bei diesem Überfall starb, wurde mit einem Staatsbegräbnis geehrt. Am 8. Juli 1936 wurde die Monatszeitschrift der DNVP, die Danziger Nationale Zeitung, verboten. Im Mai 1937 löste sich die DNVP „freiwillig“ auf.